# Ґонч
Ґонч (пол. Gącz, нім. Gontsch) — село в Польщі, у гміні Яновець-Велькопольський Жнінського повіту Куявсько-Поморського воєводства.
Населення — 217 осіб (2011).
У 1975-1998 роках село належало до Бидгощського воєводства.

## Демографія
Демографічна структура станом на 31 березня 2011 року:
|          | Загалом | Допрацездатний вік | Працездатний вік | Постпрацездатний вік |
| -------- | ------- | ------------------ | ---------------- | -------------------- |
| Чоловіки | 108     | 21                 | 75               | 12                   |
| Жінки    | 109     | 16                 | 68               | 25                   |
| Разом    | 217     | 37                 | 143              | 37                   |